# Blefaricèrids

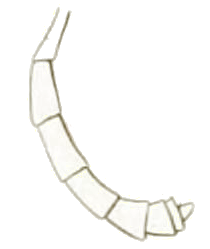
Abdomen de Blepharicera fasciata (c. 1843)

Cap esquemàtic de Liponeura sp.

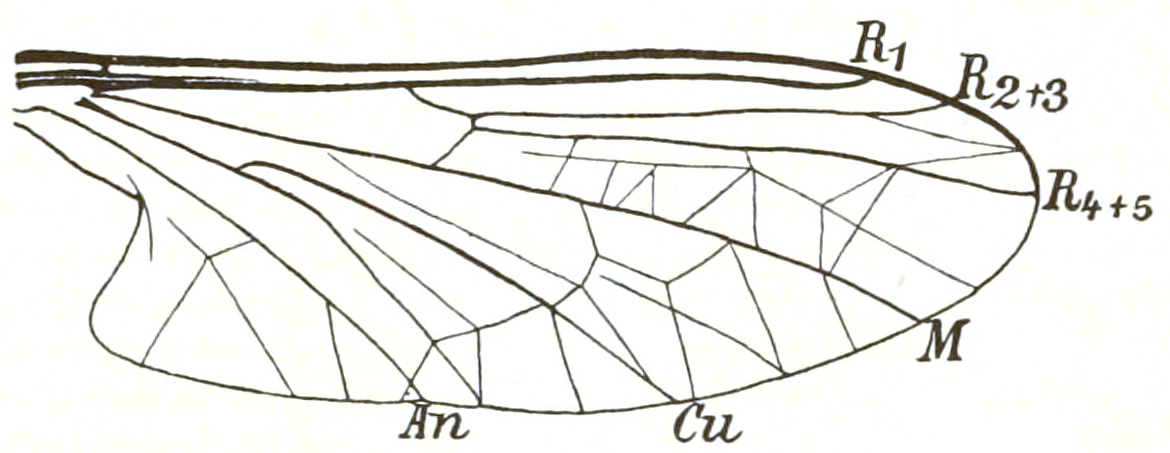
Ala del mascle de Blepharicera fasciata (c. 1910)

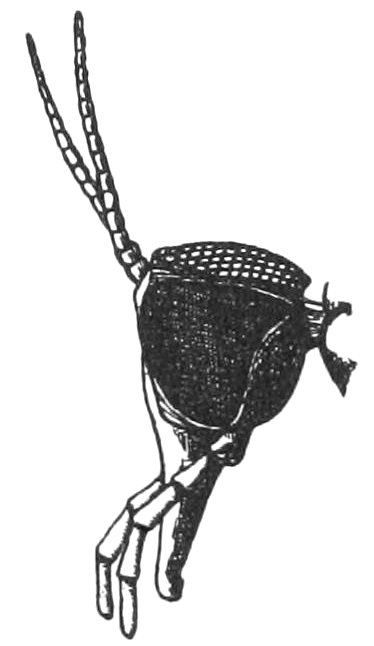
Cap del mascle de Blepharicera fasciata (il·lustració del 1910)

Els blefaricèrids (Blephariceridae) constitueixen una família de dípters pertanyent al subordre dels nematòcers. Segons les darreres estimacions conté 39 gèneres i 331 espècies.

## Descripció
- Les larves presenten tot un seguit d'adaptacions a zones ràpides i turbulentes que li confereixen un aspecte peculiar: el cos és aplanat dorsoventralment i el cap (arrodonit i amb antenes excepcionalment llargues) precedeix sis segments equivalents al que serien els tres segments toràcics i el primer segment abdominal. Cadascun d'aquests segments posseeix un parell de pseudopodis punxeguts i en posició lateral al que, en algunes espècies, es troben acompanyats per parells de petits bastonets sensorials que compensen la visió deficient en les aigües turbulentes. Un altre caràcter exclusiu d'aquesta família és la presència de ventoses adhesives en posició ventral al centre de cada un dels segments postcefàlics, que els ajuda notablement a desplaçar-se en les zones de corrent molt elevat. Els diferents segments també estan equipats amb parells de feixos de traqueobrànquies per afavorir la captació d'oxigen dissolt.
- Les pupes s'adhereixen fortament al substrat i també presenten un aspecte força característic.
- Els adults, en canvi, són molt semblants als tipúlids, però més petits en general (entre 3 i 13 mm de longitud), amb les potes llargues, ales amb la nervadura reduïda i amb una xarxa de plecs en els espais intermedis, coloració uniforme i peces bucals, en general, ben desenvolupades en les femelles i reduïdes en els mascles.[4][5][6][7]

## Reproducció
La fase de pupa varia segons l'espècie i la temperatura del corrent d'aigua, però acostuma a durar entre dues i tres setmanes. L'emergència de l'adult requereix que la pupa estigui ben subjecta al substrat, pot ésser molt breu (entre 3 i 5 minuts) i es produeix quan les sutures toràciques es trenquen per la pressió de les potes i les ales. És llavors quan l'adult emergeix i arriba a la superfície envoltat en una bombolla d'aire. Les ales creixen completament dins de l'embolcall pupal i es despleguen només durant l'emergència, amb la qual cosa els adults poden volar immediatament després d'arribar a la superfície de l'aigua. Algunes espècies emergeixen a la nit o durant l'alba o el capvespre, tot i que moltes sorgeixen principalment durant el dia. Els adults de la major part d'espècies viuen entre una i dues setmanes, amb la longevitat masculina essent menor que la femenina. L'aparellament es produeix normalment poc després de l'emergència i la posta consisteix en petites agrupacions d'ous enganxats a les roques humides. En algunes espècies, la femella s'arrossega sota l'aigua i diposita els ous a les roques submergides.

## Alimentació
Les larves són sobretot herbívores i amb llurs peces bucals, molt especialitzades, s'alimenten de la fina capa d'algues adherida a les roques submergides i, també, de bacteris i matèria orgànica. Les diatomees semblen el principal component de la seua dieta. Pel que fa als adults, les femelles de moltes espècies són depredadores d'altres insectes (sobretot, d'insectes aquàtics de cos tou com, per exemple, efímeres, Dixidae, quironòmids, tipúlids, efímeres, pèrlids i d'altres blefaricèrids més petits), mentre que els mascles es nodreixen, probablement, del nèctar de les flors.

## Hàbitat
La seua distribució és limitada pels seus requeriments d'aigües fredes, ben oxigenades i molt netes.

## Distribució geogràfica
Es distribueixen a la majoria dels continents (llevat de l'Antàrtida) i a diverses illes (com ara, Madagascar, Nova Zelanda, Sri Lanka, etc.). Tot i aquesta àmplia distribució, l'endemisme regional és alt. La subfamília Edwardsininae es restringeix a l'hemisferi sud (Australàsia, el sud de Sud-amèrica i Madagascar), mentre que la subfamília Blepharicerinae és present a tots dos hemisferis.

## Taxonomia i distribució
- Subfamília Edwardsininae
  - Gènere Edwardsina (33 espècies al sud de Sud-amèrica i el sud-est d'Austràlia).
  - Gènere Paulianina (8 espècies a Madagascar)
- Subfamília Blepharicerinae
  - Gènere Neocurupira (5 espècies a Nova Zelanda)
  - Gènere Peritheates (2 espècies a Nova Zelanda)
  - Gènere Nothohoraia (1 espècie a Nova Zelanda)
  - Gènere Nesocurupira (1 espècie a Nova Caledònia)
  - Gènere Curupirina (4 espècies a Nova Caledònia)
  - Gènere Austrocurupira (1 espècie al sud-est d'Austràlia)
  - Gènere Theischingeria (1 espècie al nord-est d'Austràlia)
  - Gènere Parapistomyia (4 espècies al sud-est d'Austràlia i Nova Guinea)
  - Gènere Apistomyia (16 espècies distribuïdes des d'Austràlia fins al sud-est d'Àsia, la conca mediterrània i el Japó)
  - Gènere Hammatorhina (2 espècies a Sri Lanka)
  - Gènere Horaia (6 espècies al sud i el sud-est d'Àsia)
  - Gènere Aposonalco (1 espècie a Mèxic)
  - Gènere Elporia (21 espècies a l'Àfrica Austral)
  - Gènere Paltostoma (20 espècies a Mèxic, la conca del mar Carib i Sud-amèrica -els Andes-)
  - Gènere Limonicola (8 espècies al nord-oest de Sud-amèrica)
  - Gènere Kelloggina (34 espècies al sud-est del Brasil i el nord-est de l'Argentina)
  - Gènere Hapalothrix (1 espècie a Europa)
  - Gènere Neohapalothrix (3 espècies a l'est d'Àsia)
  - Gènere Tianschanella (1 espècie a l'Àsia central)
  - Gènere Agathon (19 espècies a l'Àsia central i Oriental i l'oest de Nord-amèrica)
  - Gènere Asioreas (6 espècies a l'Àsia central)
  - Gènere Bibiocephala (5 espècies al Japó i l'oest de Nord-amèrica)
  - Gènere Philorus (24 espècies a l'Àsia central i Oriental i l'oest de Nord-amèrica)
  - Gènere Blepharicera (48 espècies a Euràsia i Nord-amèrica)
  - Gènere Dioptopsis (4 espècies a Europa)
  - Gènere Liponeura (45 espècies a Europa)[9][13][14][15][16][17]

## Observacions
Els blefaricèrids poden ésser un component important dels ecosistemes fluvials fins a l'extrem que, en alguns rierols, les densitats dels estadis immadurs poden superar els 1.000 exemplars per m², la qual cosa no només els fa els herbívors dominants, sinó també una de les famílies d'insectes més abundants. A més, i potser a causa dels seus hàbitats especialitzats i exigents, llurs larves i pupes són presa de pocs depredadors. Finalment, com que habiten en corrents d'aigües netes, fresques i ben oxigenades, són un bioindicador potencialment valuós per determinar la qualitat de l'aigua.